# Thérèse-Bernardine de Saint-Laurent
Thérèse-Bernardine de Saint-Laurent, född 1760, död 1830, var en fransk kurtisan, känd som officiell älskarinna till Prins Edvard, hertig av Kent och Strathearn, mellan 1794 och 1818.  Hon fungerade som sådan som hans officiella värdinna under hans tid i Gibraltar och sedan i Kanada 1794-1800. 